# Берсерк: Возрождение
Берсерк: Возрождение — российская коллекционная карточная онлайн-игра в жанре фэнтези.
Игра закрыта в октябре 2021.
Основана на российской настольной ККИ «Берсерк», преемник онлайн ККИ Берсерк Онлайн. Игра реализована на технологии HTML5 и запускается в браузере, привязка осуществляется только к игровому аккаунту или аккаунту в соцсетях, таких как Facebook, Одноклассники, Мой Мир, ВКонтакте.
Действие игры разворачивается в мире Лаар, где могущественные маги, зовущиеся унгарами, сражаются призванными существами друг с другом. Возможен только дуэльный вариант сражений против другого игрока или робота-наставника.

## История
Компания «Байтэкс», после опыта со своим первым проектом Берсерк Онлайн, решила перейти на вариант игры, который можно запускать в любом браузере на любом компьютере, не ограничиваясь игровым клиентом, при этом несколько изменив геймплей в сторону упрощения.
Запуск игры состоялся 30 июля 2012 года, эта дата считается днём её рождения. Запуску предшествовало закрытое бета-тестирование, на которое было приглашено около 100 игроков из Берсерк Онлайн. На момент запуска в игре было реализовано 196 карт различной редкости из сета «Врата миров». Со временем к ним вводились новые наборы и отдельные карты. 2 апреля 2014 года был выпущен новый сет, состоящий более чем из 150 карт — «Черные Крылья». 5 марта в игру были добавлены 30 частых карт нового сета — «Тайна Дертаха», после чего в игре стало 630 карт.
Также 9 октября 2012 года был запущен сайт английской версии игры. Он почти полностью повторяет оригинальную «Берсерк: Возрождение», но релизы новых карт там несколько сдвинуты во времени.
| Хронология эволюции игры | Хронология эволюции игры                                  |
| ------------------------ | --------------------------------------------------------- |
| Дата продукта            | Название продукта                                         |
| 30 июля 2012 года        | РЕЛИЗ                                                     |
| 22 января 2013 года      | Релиз базового выпуска («Заря Лаара»)                     |
| 22 мая 2013 года         | Релиз доп сета 1 сета — «Воля Эйвика» и «Магия Карефунга» |
| 2 апреля 2014 года       | Релиз 2 сета — «Черные крылья»                            |
| 18 июля 2014 года        | Релиз доп сета 2 сета                                     |
| 26 августа 2014 года     | Релиз доп сета 2 сета — колода «Гроздья гнева»            |
| 16 сентября 2014 года    | Релиз доп сета 2 сета — колода «Хворь»                    |
| 16 декабря 2014 года     | Релиз доп сета 2 сета — колода «Свет Веры»                |
| 18 февраля 2015 года     | Релиз доп сета 2 сета — колода «Дети Севера»              |
| 5 марта 2015 года        | Добавлены 30 карт 3 сета — «Тайна Дертаха»                |

## Игровой мир

### Карты
Карты в «Берсерк: Возрождение», как и в «Берсерке», делятся на пять стихий:
1. Леса (оформление — зелёное)
2. Горы (оформление — светло-синее)
3. Болота (оформление — тёмно-зелёное)
4. Степи (оформление — жёлтое)
5. Силы Тьмы (оформление — чёрное)

Также существуют Нейтральные карты, не принадлежащие ни к одной из стихий (оформление — серое).
На картах указана следующая информация:
- Стоимость карты (в кристаллах)
- Тип карты
- Начальное количество жизней
- Запас движения или знак «полёт»
- Сила простого удара (три числа X-Х-Х)
- Особенности карты (игровой текст)
- Редкость карты (в порядке увеличения редкости: круг — карта базового выпуска, М — многочисленная, Ч — частая, Р — редкая, корона — ультра-редкая, звезда — промокарта)

Как правило, чем выше редкость, тем лучше игровые способности карты.

### Начало
После регистрации игра проведёт небольшое обучение, рассказав об основных правилах и указав на основные элементы интерфейса. По завершении обучения игроку предоставляется возможность выбрать стартер — бесплатный набор из 30 карт базового выпуска. Стартеры существуют четырёх видов: леса, степи, горы и болота. К каждому стартеру предлагается на выбор два игровых образа, один мужской, другой женский.

### Основы боя
После начала боя сервер сдаёт 15 случайных карт из 30 карт колоды. Можно либо заказать пересдачу, либо перейти к расстановке отряда. За каждую пересдачу теряется один золотой кристалл.
Для набора отряда есть 23 золотых кристалла и 22 серебряных. Каждое существо имеет свою стоимость. Элитные существа призываются за золотые, рядовые — за серебряные. После набора отряда, необходимо расставить карты на своей половине поля боя и начать бой. Сражение проходит на поле размером 5х6 клеток. Задача — уничтожить всех существ противника. Для этого используются и ближние атаки (рукопашная), и дальние (выстрелы, разряды, метания), и магия (можно и закрыть вражеское существо и ранить его при определённых его действиях, и взять под свой контроль и многое-многое другое). Каждое существо занимает одну клетку, а большинство могут перемещаться на 1-2 клетки за ход. Сочетая передвижение с боевыми характеристиками карт, игрокам приходится тщательно продумывать стратегию боя и рассчитывать варианты на несколько ходов вперёд. Именно из-за этой особенности «Берсерк» часто сравнивают с шахматами. Однако, в отличие от последних в «Берсерке» есть элемент случайности в виде броска кубика игроками при сражении или во время срабатывания некоторых особенностей карт. Этот аспект не даёт просчитать все наперёд и вносит разнообразие даже в похожие, на первый взгляд, партии.

### Варианты боев на арене
У игрока есть возможность создать бой с самыми различными соотношениями кристаллов, начиная от 6 золотых и 6 серебряных, до 40 золотых и 40 серебряных. На набор отряда даётся 5 минут, на ход 1 минута, но есть возможность изменить и эти параметры. От 1 до 7 минут на набор отряда и от 30 секунд до 4 минут на ход. Бой с параметрами 23 золотых кристалла и 22 серебряных, 5 минут на набор отряда и 1 минута на ход называется обычным и обозначается буквой «О» в круге на панели созданных вызовов. Любой бой с параметрами отличными от этих называется боем с условиями и помечается буквой «У» в круге.

### Экономика
В игре есть 2 вида валюты: империалы (обозначаются серебряной монетой) и унции (обозначаются золотой монетой). Унции покупаются за реальные деньги по курсу 1 рубль = 1 унция, империалы зарабатываются непосредственно в самой игре или переводом из унций по курсу 1 унция = 100 империалов.
На унции можно купить:
- Бустера — набор из 7-ми карт в котором 1 либо редкая, либо ультра-редкая (шанс выпадения ультра-редкой карты 1 к 16);
- Дисплеи — наборы из 16, 32 или 48 бустеров, в которых будет гарантированно 1, 2 и 3 ультра-редких карточек соответственно;
- Колоды — наборы карт, собранные вместе в готовую для игры колоду или собранные вместе по какому-либо общему признаку;
- Редкие и ультра-редкие карты выпадающие в случайных картах по цене 40 унций и 325 соответственно;
- Премиум аккаунты на различные сроки, дающие ускоренное получение опыта и рейтингов;
- Образы;
- Питомцы Ктулху или Русалку;
- Промокарты.

На империалы покупается:
- Бустера базового сета;
- Минибустера различных стихий;
- Стартеры, состоящие из 30 карт сета «Врата миров», включающие 2 редкие карты;
- Частые и многочисленные карты, выпадающие в случайных картах, ценой 750 империалов;
- Открытки;
- Питомцы Дракон или Бяка и корм для питомцев.

### Турниры и многопользовательские бои
Кроме поединков 1 на 1 на арене можно поучаствовать в турнирах.
Существует 3 вида турниров:
- Драфт на одном бустере — цена 40 унций, 4 участника;
- Драфт на 2-х бустерах — цена 70 унций, 4 участника;
- Констрактед — цена 1500 империалов, 8 участников.

В турнирах типа драфт (одно- и двухбустерном) игроки распаковывают бустера, выбирают из них одну карту и передают оставшиеся шесть соседу по столу, получая свои следующие 6 карт от другого соседа, затем из них они выбирают одну и передают дальше 5, и т. д. Далее турнир проводится по олимпийской системе, навылет. Победитель однобустерного драфта получает приз «Бесплатное участие в однобустерном драфте», занявший второе место — 20 талисманов. Победитель двухбустерного драфта получает 70 унций, занявший второе место — 20 унций.
В турнире типа «Констрактед» игроки сражаются на заранее собранных колодах (1 колода выбирается на весь турнир). Особых ограничений на колоды нет. Турнир проводится, так же, по олимпийской системе. Победитель получает 5000 империалов и 5 талисманов, занявший второе место — 3000 империалов и 3 талисмана.

### Кланы
Одним из важнейших аспектов в игре являются Клановые Войны (КВ). Игрок может примкнуть к одному из уже существующих кланов или создать свой собственный, после этого он получает право сражаться с другими кланами на карте клановых войн. Она представляет собой 100 городов, соединённых дорогами. Каждый город приносит очки и унции клану, который его контролирует, именно за эти города и идёт сражение. Каждому клану, имеющему города на карте, даётся возможность объявить 2 атаки в сутки. Атаки можно объявить только соседним городам противника, соединённым дорогой с вашим. Кланы, не имеющие городов на карте, могут атаковать города других кланов из специальных точек, которые называются варварскими. После объявления атаки, сервер указывает время сражения за город, которое выбирается в промежутке от 20 до 24 часов от объявления атаки.
Сражение происходит следующим образом. За 15 минут до начала боя объявляется набор войск и открывается специальная комната, куда имеют доступ лишь игроки сражающихся кланов. В момент начала битвы игроки разбиваются по парам и сражаются между собой, в результате чего проигравшие теряют возможность принимать участие в данном бою. При проигрыше игрок получает кулдаун равный 24 часам. Кулдаун — время восстановления, в течение которого игрок не может принимать участие в Клановых Войнах. Сражение продолжается до выхода всех игроков одного из кланов с этой битвы, после чего присуждается победа над городом и он переходит под контроль выигравшему клану (либо остаётся под контролем, если выиграли защищающиеся).
Клановые войны делятся на эры — периоды по 30 дней, по окончании которых среди ТОП-4 кланов, набравших максимальное количество очков, разыгрывается призовой фонд. Далее карта «очищается», все очки кланов сбрасываются и происходит рассадка кланов на карте перед новой эрой по принципу определяемому администрацией. На данный момент ТОП-2 или 3 кланов начинают новую эру из варваров, а следующие за ними по результатам прошлой эры 10 кланов случайным образом помещаются на карту с 10-ю городами под контролем.

### Питомцы
В игре есть возможность обзавестись одним или несколькими питомцами. Их нужно кормить, а взамен можно использовать их полезные особенности. Драконы позволяют сдавать карты в обмен на империалы или обменивать 5 карт на 1 случайную той же редкости. Ктулхи, русалки и бяки уменьшают время кулдауна на клановых войнах, и чем выше их уровень, тем большее время они снимают. Опыт (а вслед за ним и уровень) питомца повышается при кормлении, но не более единицы за сутки.
Игроку, по достижении 5-го уровня, бесплатно выдаётся яйцо, из которого через сутки вылупляется дракон. Его цвет зависит от того, стартер какой стихии игрок выбрал в самом начале игры. Остальных питомцев можно будет приобрести в магазине.

### Игровые бонусы
В игре присутствуют различные игровые бонусы, позволяющие бесплатно или с относительно небольшими вложениями получать карты или валюту (как империалы, так и унции).

#### Награды за вход
За ежедневный вход в игру (даже без выполнения каких-либо действий) дают различные игровые бонусы. Посещая игру каждый день игрок получает империалы, унции и случайные редкие карты. Линейка состоит из 28 дней и после завершения цикла начинается заново, так что бонусы можно получать бесконечное кол-во раз.
Таблица наград за посещение игры:

#### Ежедневные задания
Каждый день игра даёт различные задания, такие как сыграть n боев, купить бустер или сдать карты дракону и многое другое. За выполнение каждого задания даётся 400 империалов. За выполнение всего набора из пяти заданий даётся карта соразмерная совокупной сложности всех заданий. За относительно лёгкие задания даётся случайная редкая карта, за сложные — ультра-редкая, за очень сложные и затратные — промокарта. Многие опытные игроки хорошо поднаторели в определении награды за то или иное ежедневное задание и могут с достаточно высокой долей вероятности подсказать новичкам, стоит ли выполнять его или приберечь унции на будущее.

#### Талисманы
За различные игровые действия выдаются случайные талисманы. Наборы из пяти талисманов можно обменять на определённые редкие карты или империалы. Ассортимент карт постоянно меняется и пополняется.
Талисманы могут быть получены:
- В турнирах
- За победы в боях
- За покупку чего-либо
- За прохождение квестов (не путать с ежедневными заданиями)
- Через реферальные ссылки

#### Реферальные ссылки
При выполнении определённых условий или получении некоторых достижений, игра предлагает поделиться этим через социальные сети, путём размещения новости о случившемся, например, на вашей стене ВКонтакте. Перейдя по ссылке, которую разместит там игра, можно получить различные бонусы. Вид бонусов зависит от самого достижения.
Достижения, дающие возможность получения талисманов:
- Победа или второе место в турнире
- Выполнение ежедневного задания
- Вскрытие ультра-редкой карты в бустере
- Покупка образа

Достижения, дающие возможность получения империалов:
- Победа в бою
- Получение уровня
- Обмен набора талисманов

Достижения, дающие возможность получения открытки «курица» (используется для кормления питомца дракон):
- Покупка питомца
- Смерть питомца
- Переход питомца на новый уровень

#### Квесты
Каждому игроку доступно прохождение специальных заданий — квестов, прогресс которых, отображается в личном профиле. Каждый квест состоит из 5 стадий, при том некоторые из квестов являются цикличными, то есть по завершении всех пяти стадий, отсчёт начинается заново, таким образом награду можно получить бесконечное количество раз. Квесты затрагивают различные аспекты игры, такие как: бои, покупки, взаимодействие с питомцами, активность в турнирах и многое другое. За выполнение каждой стадии квестов игроку даётся медаль, которая отображается в профиле и видна всем остальным игрокам.
Награды за выполнение квестов сильно разнятся, в основном это некоторое количество империалов, но так же встречаются наборы талисманов, открытки «курица», и даже, промокарты, но ради их получения, конечно, придётся сильно постараться.

### Конкурсы и мероприятия
Администрация игры постоянно проводит новые конкурсы и акции, среди которых часто разыгрываются ультра-редкие и промокарты. Наиболее часто проходят акции вида «выйди в финал драфта n раз и получи промокарту». Вот только участия в драфтах приходится оплачивать зачастую за реал. Такие акции позволяют игрокам дополнительно получить за игру в драфты (которая является наиболее оптимальным способом увеличить количество доступных карт) сильные карты, которые будут хорошим подспорьем на Клановых Войнах.
Не редкость так же и творческие конкурсы, где не нужно сражаться непосредственно в самой игре. На таких мероприятиях даже новичок может получить ценный приз, так как количество и качество карт, а также, игровой опыт практически не играют роли.
Так же абсолютно любой игрок может предложить идею для конкурса администрации проекта и может быть уверен, что его выслушают и всерьёз рассмотрят его предложение. Многие акции, получившие высокие оценки и привлекшие множество игроков, были предложены и организованы самими игроками. Пример такой акции.

## Особенности игры
Правила и карты в игре Берсерк: Возрождение основаны на ККИ «Берсерк», но есть и существенные отличия.
- В игре полностью отсутствуют «внезапные действия» (кроме назначения защитника), это позволило существенно сократить время поединков, а особенности карт, основанные на внезапных действиях в настольной версии игры, изменены на наиболее близкие варианты. Как правило, это сделано таким образом, что тактическая составляющая и интерес от игры этими картами остаются на прежнем уровне, но значительно упрощается понимание процесса игры.
- Полностью отсутствуют карты, влияющие на фазу набора отряда. Карты, которые в настольной версии игры имели такие возможности изменены на наиболее близкие, например, местность Соултрад: часть особенности из настольного варианта игры «Город. При наборе в отряд каждого члена ковена вы тратите на 1 меньше…» заменена на «Город. В начале боя вызвать из колоды члена ковена стоимостью Х или менее, где Х — количество членов ковена в вашем отряде…». Таким образом его особенность играется не в фазу набора отряда, а в фазу начала боя, однако эффект при этом почти одинаковый. Такие изменения позволяют ускорить набор отряда, избежать путаницы и недопонимания между игроками и полностью исключить различные ошибки, которые могут возникнуть при подсчёте кристаллов.
- Базовый выпуск. Это отдельная редкость карт. Их отличительная черта — это сильное упрощение их особенностей, для лучшего понимания основ игры новичками.
- Особенности всех карт постоянно контролируются и при необходимости меняются. Это позволяет сохранять баланс между игровыми сборками, когда ни у одной колоды не будет явного превосходства над всеми остальными. Эрраты (изменения характеристик карт) перед введением вывешиваются в соответствующей теме, где каждый может высказаться об их целесообразности и предложить свой вариант, который возможно будет лучше. Многие эрраты на этой стадии пересматриваются и изменяются.
- Интерактивность. У пользователя есть возможность изучить каждую карту более детально, увеличив её правым кликом мышки. При этом справа от карты появится значок студенческой шляпы, нажав на который, откроется окошко с подсказками по особенностям этой карты. Эта функция работает как в окне редактирования колод, так и в бою, так что даже если игрок забыл описание какой-либо особенности, он в любой может посмотреть его ещё раз.

### Официальный сайт
- berserktcg.ru — официальный сайт Берсерк: Возрождение
- Форум игры
- Сайт разработчика

### Дополнительные ссылки на ресурсы по теме
- Об игре Берсерк: Возрождение на портале Игромании
- Рецензия на сайте http://mmogamez.ru
- Об игре Берсерк: Возрождение на портале http://www.gamer.ru